# Madrid Centro
Madrid Centro är ett av 21 distrikt i Madrid. Det är indelat i stadsdelarna Palacio, Embajadores, Cortes, Justicia, Universidad  och Sol. Ytan uppgår till 5,23 km² och antalet invånare är 149 718.

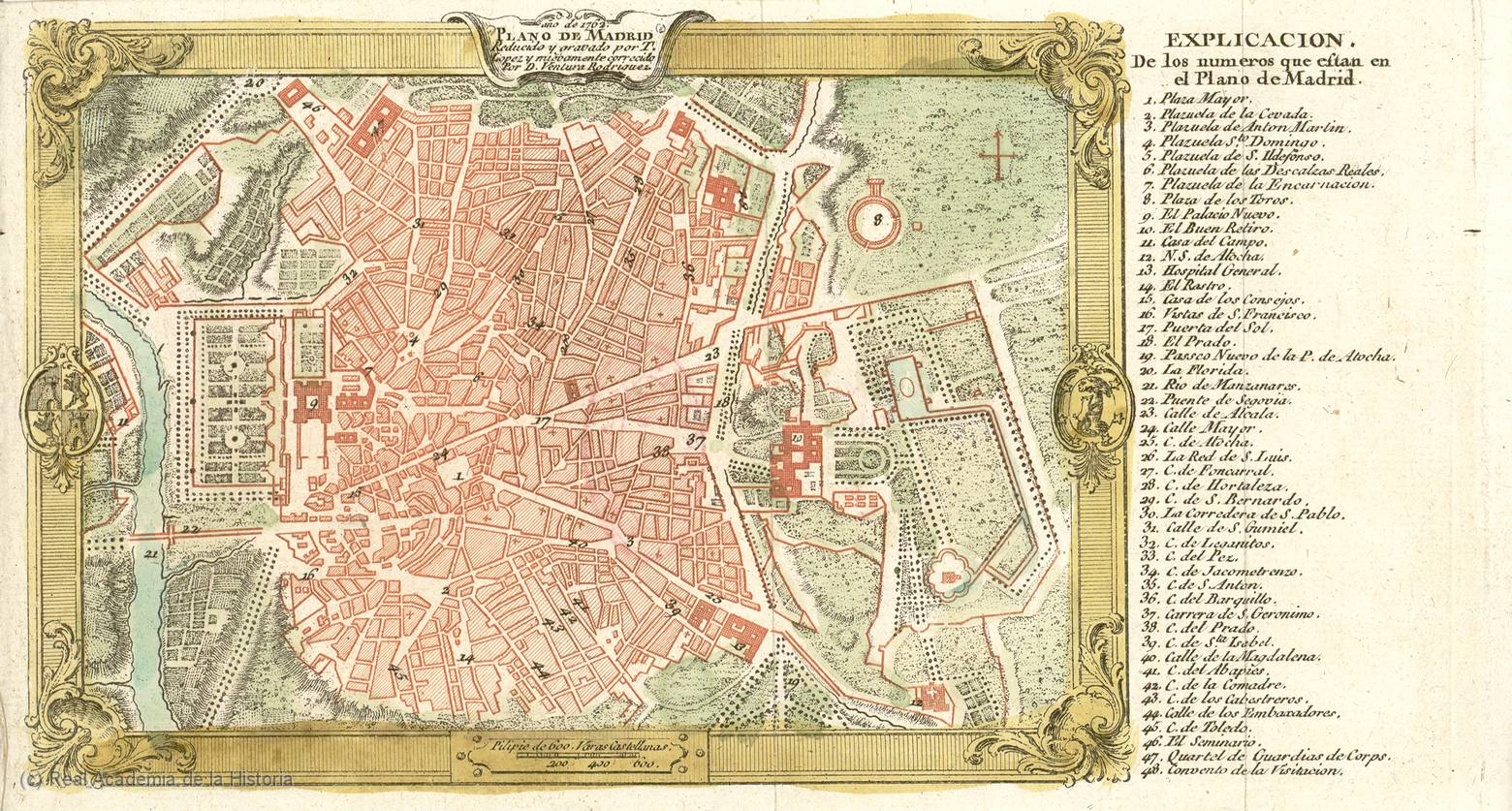
Före 1800-talet var Madrid (i stort sett nuvarande distriktet Centro plus Jerónimos-kvarteret som inkluderar Retiroparken) omslutet av Filip IV:s murar.

Centro-distriktet i Madrid är den äldsta delen av staden. Fynd från en stabil bosättning går tillbaka till Spaniens muslimska period. Under andra hälften av 800-talet byggde emiren av Córdoba, Muhammad I (852–886), en fästning på en udde bredvid floden, dagens läge för kungliga palatset. Dess syfte var att bevaka passagen av Sierra de Guadarrama. De återstående ruinerna av fästningens mur är fortfarande bevarade. En liten bosättning som hette Magerit utvecklades öster om fästningen. Med undantag för muren finns få strukturer från denna period kvar.
Staden övergick i kristna händer 1085 och blomstrade till en stad 1123. Filip II valde att förlägga sitt hov i Madrid 1561, vilket säkerställde en snabb utveckling av staden. Många av de äldre byggnaderna och monumenten i regionen som kallas Madrid de los Austrias  är från denna period.
Bourbonkungarna, särskilt Carlos III, satte sig i sinnet att omvandla Madrid till en stor huvudstad, med Paris som förebild. Detta resulterade i betydande investeringar i stadens infrastruktur, särskilt avloppsvatten och offentliga byggnader. Under 1800- och 1900-talen, med demokratins ankomst, fortsatte staden att växa. Under Isabella II byggdes Deputeradekongressen vid Puerta del Sol.
Distriktet hyser för närvarande centralregeringen i Comunidad de Madrid, i Puerta del Sol. Fram till 2007 låg även Madrids kommunfullmäktige här, på Plaza de la Villa. För närvarande ligger det i Palacio de Cibeles, i distriktet Retiro.